# Ambrosius Lobwasser
Ambrosius Lobwasser (* Schneeberg,  4 de Abril de 1515  † Königsberg 27 de Novembro de 1585), foi humanista, jurista, poeta, tradutor e reitor da Universidade de Königsberg.

## Biografia
Lobwasser estudou direito em Leipzig quando seu irmão Paul Lobwasser   ainda dava aulas na universidade, e terminou o Mestrado em 1535, aos 20 anos de idade, e foi professor até 1550.  Viveu durante sete anos na França e na Itália.  Em 1550 tornou-se professor em Leipzig.  A partir de 1557 atuou como Conselheiro Imperial e Chanceler de Meißen.  Em 1562, em Bolonha, recebeu o diploma de Doutor em Direito.  De 1563 a 1585 foi professor de Direito em Königsberg.  Ele foi um erudito completo e versátil, e mais de uma vez ocupou a cadeira de reitor da universidade.  

## O Psaltério de Davi
Desde 1565, dedicou-se ao trabalho de tradução dos Salmos de Davi, obra publicada em 1573 sob o título de Der Psalter des Königlichen Propheten David (O Psaltério de Davi, o profeta imperial).  Ele não se baseou no texto original hebraico, nem na tradução de Martinho Lutero, mas no psaltério francês de reformadores tais como: Guillaume Franc (1505-1571)  , Loys Bourgeois (1510/1515-1561) , Mestre Pierre Davantès (1525-1561)  e no psaltério de Genebra de Clément Marot (1496-1544)  e Théodore de Bèze (1519-1605) .  
Na verdade, seu objetivo era popularizar na Alemanha as melodias do psaltério francês, e espelhar a beleza que presenciara durante a sua longa estadia em Berry, e desse modo, ele se utilizou dos textos que lhe serviram de canais para expressar as melodias, de modo que a métrica e a versificação estivessem de acordo com o estilo francês.  Na realidade, a sua obra foi projetada inicialmente para seu entretenimento pessoal.  
Gaurier, um nobre francês, deu-lhe todo o apoio, e desse modo, o Psaltério foi totalmente traduzido para o alemão em 1562.  Alberto, o duque da Prússia (1490-1568), que era seu patrocinador, morreu em 1568, e portanto, a publicação foi possível somente em 1573.  A sua obra teve mais de 100 edições e a Igreja Reformada fez uso de suas canções até o século XVIII. As tentativas de melhorar e expandir o Psaltério de Lobwasser acabaram concorrendo para o seu desaparecimento.  
O apêndice, que à princípio incluía somente o Hino ao Decálogo ("Erheb' dein Herz, thu' auf dein Ohren ") e a Canção de Simeão, e tinha então sido aumentada com adições de hinos alemães, muitos deles luteranos, cresceram cada vez mais robustos e pesados, até que no final o "apêndice" inchou o Psaltério, e novos hinos foram surgindo dentro dos quais somente os salmos selecionados permaneceram. Com o passar dos tempos, essas canções foram perdendo seus encantos e novos hinos ganharam supremacia.
Além do Psaltério, Lobwasser também publicou uma coleção de hinos chamados: Hymni patrum und anderer gottseliger Manner, welche durchs ganze Jahr in den Kirchen gesungen werden, aus dem Latein ins Deutsch mit gleichen Reimen gebracht (Leipsig, 1578-79). Algumas destas traduções tiveram boa aceitação dentro da Igreja Luterana.  Alguns dos seus poemas também foram utilizados nos cânticos dos hinários protestantes.

## Família
Seu pai se chamava Fabian Lobwasser (c1480-1545), e foi também jurista, arquiteto e empresário na área de mineração.  
Seu irmão Paul Lobwasser (1516-1566), foi Doutor em Direito, Professor na Universidade de Leipzig, Reitor da Universidade em 1533-1534, e Deão da Faculdade de Filosofia em 1542, tendo-se casado em 1541 com Anna Stromer (1522-1588), filha do médico alemão Heinrich Stromer (1476-1542) .

## Obras
- "Hymni Patrum", Übersetzung, 1578
- "Tragödia von der Enthauptung Johannis", Übersetzung des Werkes von George Buchanan [10], 1583
- "Deutsche zierliche Epigrammata", 1612